# Liste des ambassadeurs d'Estonie en Autriche
L’ambassadeur d'Estonie en Autriche est le représentant légal le plus important d'Estonie auprès du gouvernement autrichien. L'ambassade se situe à Vienne.

## Ambassadeurs successifs
| Début          | Fin      | Ambassadeur             | Observations |
| -------------- | -------- | ----------------------- | ------------ |
| 1995           | 1999     | Toivo Tasa              | -            |
| 1999           | 2003     | Mart Laanemäe           | -            |
| 2003           | 2009     | Katrin Saarsalu-Layachi | -            |
| 2010           | 2015     | Eve-Külli Kala          | -            |
| 7 octobre 2015 | en cours | Rein Oidekivi           | -            |

## Sources